# Fosse no 8 - 8 bis des mines de Béthune
La fosse no 8 - 8 bis de la Compagnie des mines de Béthune est un ancien charbonnage du Bassin minier du Nord-Pas-de-Calais, situé à Auchy-les-Mines. le puits no 8 est commencé le 3 juillet 1891 et mis en service en août 1893, le puits no 8 bis est commencé en novembre 1893. La fosse est détruite durant la Première Guerre mondiale. De vastes cités sont construites à proximité de la fosse.
La Compagnie des mines de Béthune est nationalisée en 1946, et intègre le Groupe de Béthune. La fosse no 18 - 18 bis du Groupe de Lens reprend le champ d'exploitation de la fosse no 8 - 8 bis en 1961. le puits no 8 est remblayé en 1962, alors que le puits no 8 bis est conservé pour l'aérage jusqu'en 1973, et remblayé l'année suivante. Les installations de la fosse ont été détruites, puis le terril no 77 exploité.
Au début du XXIe siècle, Charbonnages de France matérialise les têtes des puits nos 8 et 8 bis. Le carreau de fosse est occupé par des salles et des terrains de sports, mais pour grande partie par un espace vert.

## La fosse

### Fonçage
Le fonçage du puits no 8 débute le 3 juillet 1891 au sud de la commune d'Auchy-les-Mines. La fosse est alors la plus septentrionale de la Compagnie des mines de Béthune. La fosse no 9 commencée en 1893, et la fosse no 4 bis en 1925 sont construites plus à l'ouest, mais sur une latitude relativement similaire.
Le puits no 8 est entrepris à l'altitude de 29 mètres. Le puits est situé mille mètres au sud du clocher d'Auchy-les-Mines, et à 1 420 mètres au nord-ouest du clocher d'Haisnes. La traversée du niveau a présenté quelques difficultés à cause de la consistance des terrains, et à cause de la venur d'eau, qui a atteint 7 080 hectolitres à l'heure à la profondeur de quinze mètres. Un cuvelage en chêne a été posé entre 4,50 et 85,30 mètres de profondeur, avec un diamètre utile de 4,08 mètres. le puits a atteint le terrain houiller à la profondeur de 143 mètres. Les accrochages sont établis à 242 et 351 mètres de profondeur.

### Exploitation

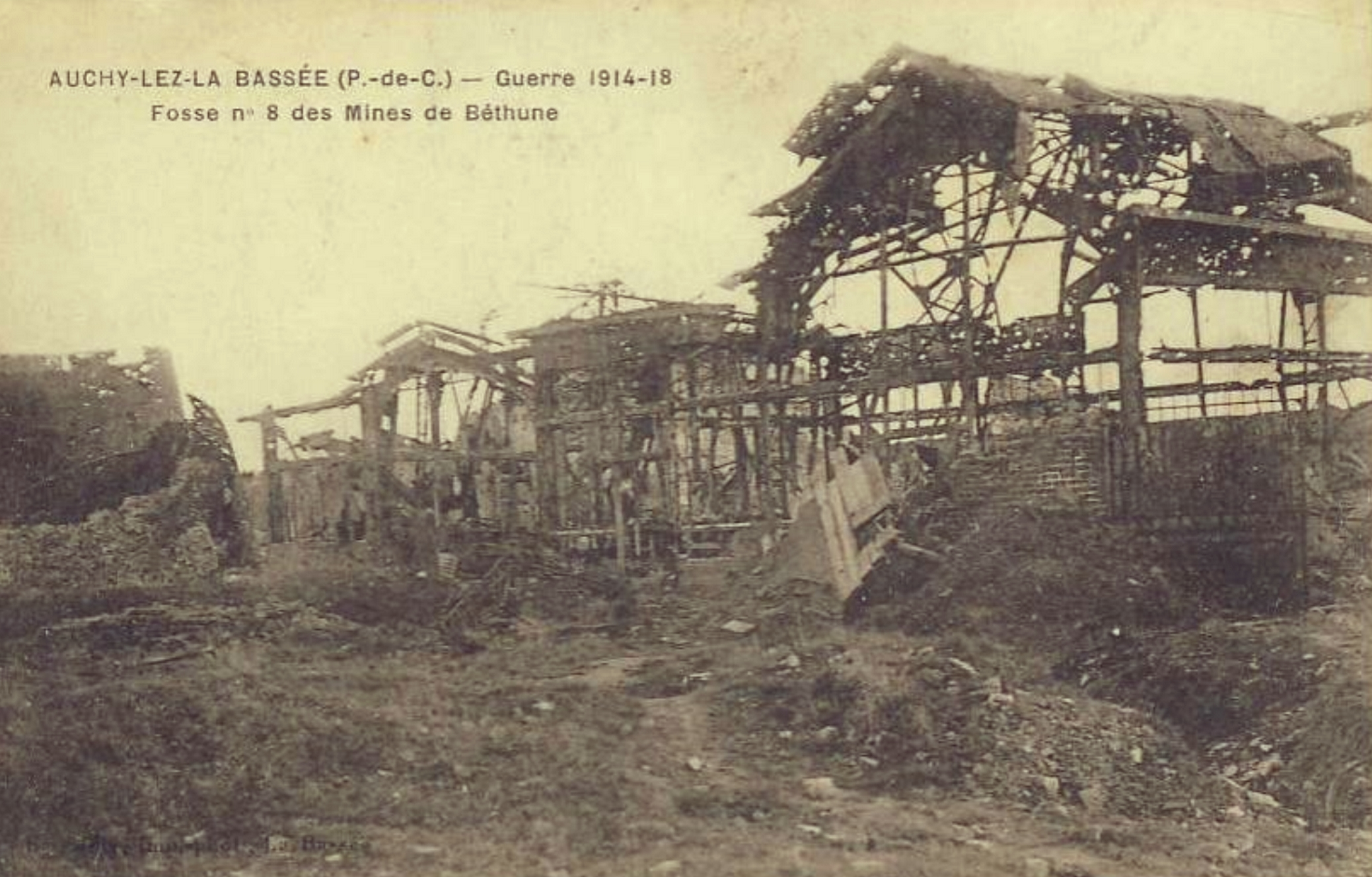
La fosse détruite pendant la Première Guerre mondiale.

La fosse commence à extraire en août 1893. Le puits no 8 bis est commencé en novembre 1893 à 45 mètres au nord-ouest du premier puits, avec un diamètre utile de quatre mètres. Il s'agit d'un puits de retour d'air.
La fosse est détruite durant la Première Guerre mondiale. Elle est reconstruite après-guerre avec des équipements plus modernes, dont des chevalements typiques de la Compagnie des mines de Béthune.
La Compagnie des mines de Béthune est nationalisée en 1946, et intègre le Groupe de Béthune. La fosse no 18 - 18 bis du Groupe de Lens reprend le champ d'exploitation de la fosse no 8 - 8 bis en 1961. Elle est située à 2 250 mètres au sud-est de la fosse no 8 - 8 bis. Le puits no 8, profond de 367 mètres est remblayé en 1962, alors que le puits no 8 bis, profond de 399 mètres, est équipé de ventilateurs et assure l'aérage de la fosse no 18 - 18 bis jusqu'en 1973, trois ans avant la fermeture du siège de concentration. Le puits no 8 bis est remblayé en 1974. Les installations sont ensuite totalement détruites.

### Reconversion
Au début du XXIe siècle, Charbonnages de France matérialise la tête de puits. Le BRGM y effectue des inspections chaque année. Le carreau de fosse est occupé par des salles et des terrains de sports, mais pour grande partie par un espace vert.

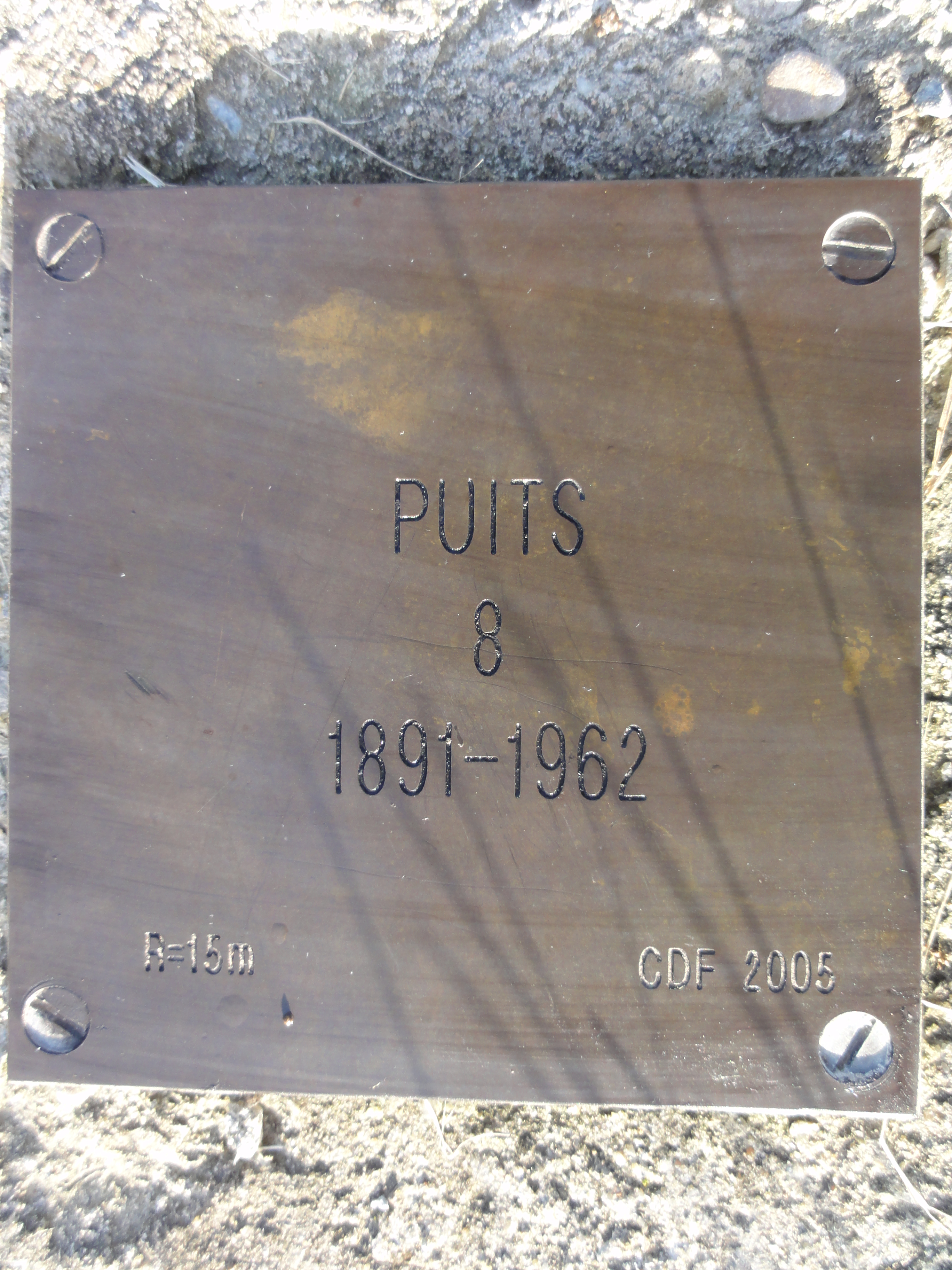
Puits no 8, 1891-1962
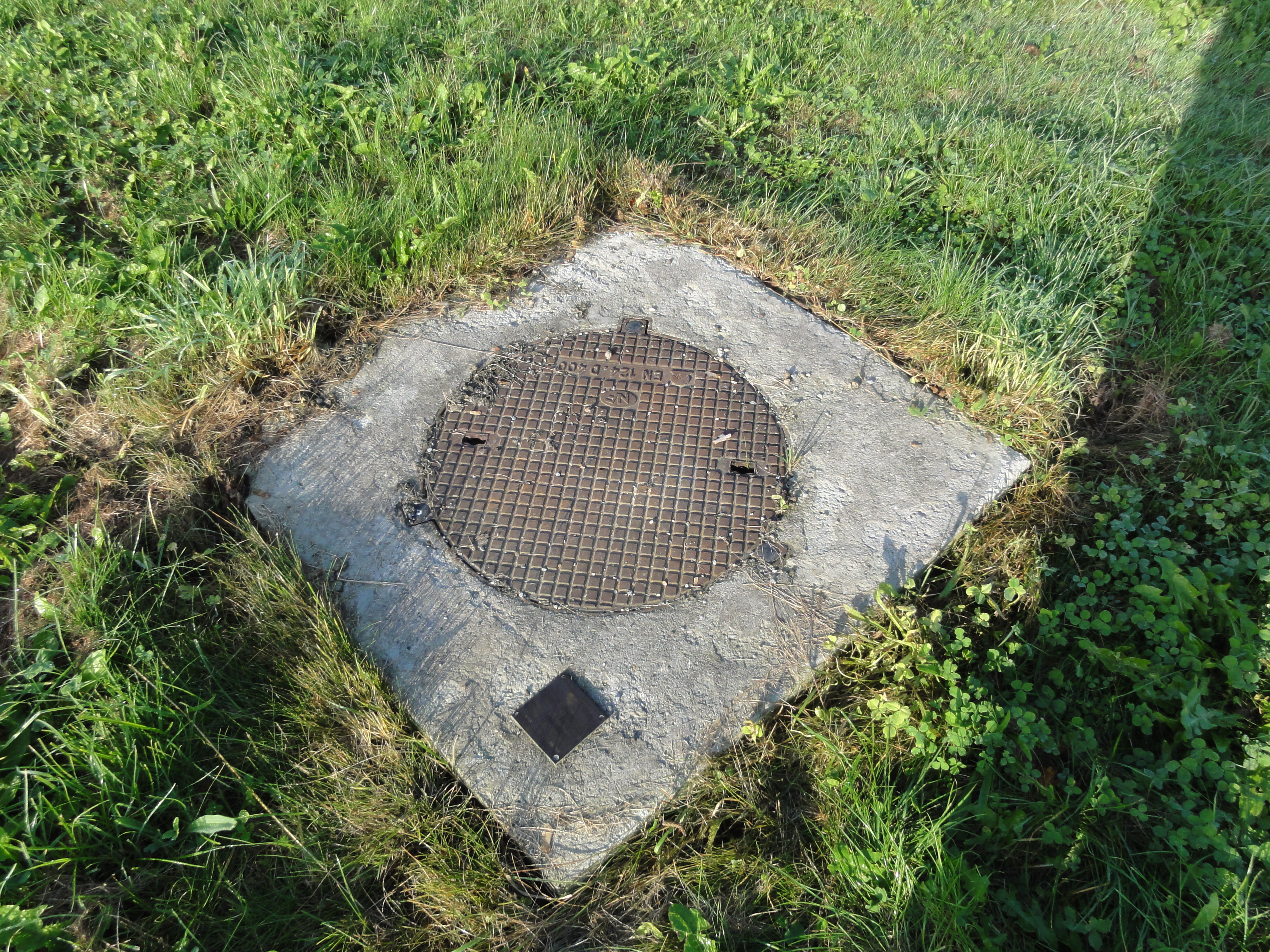
La tête de puits matérialisée no 8.
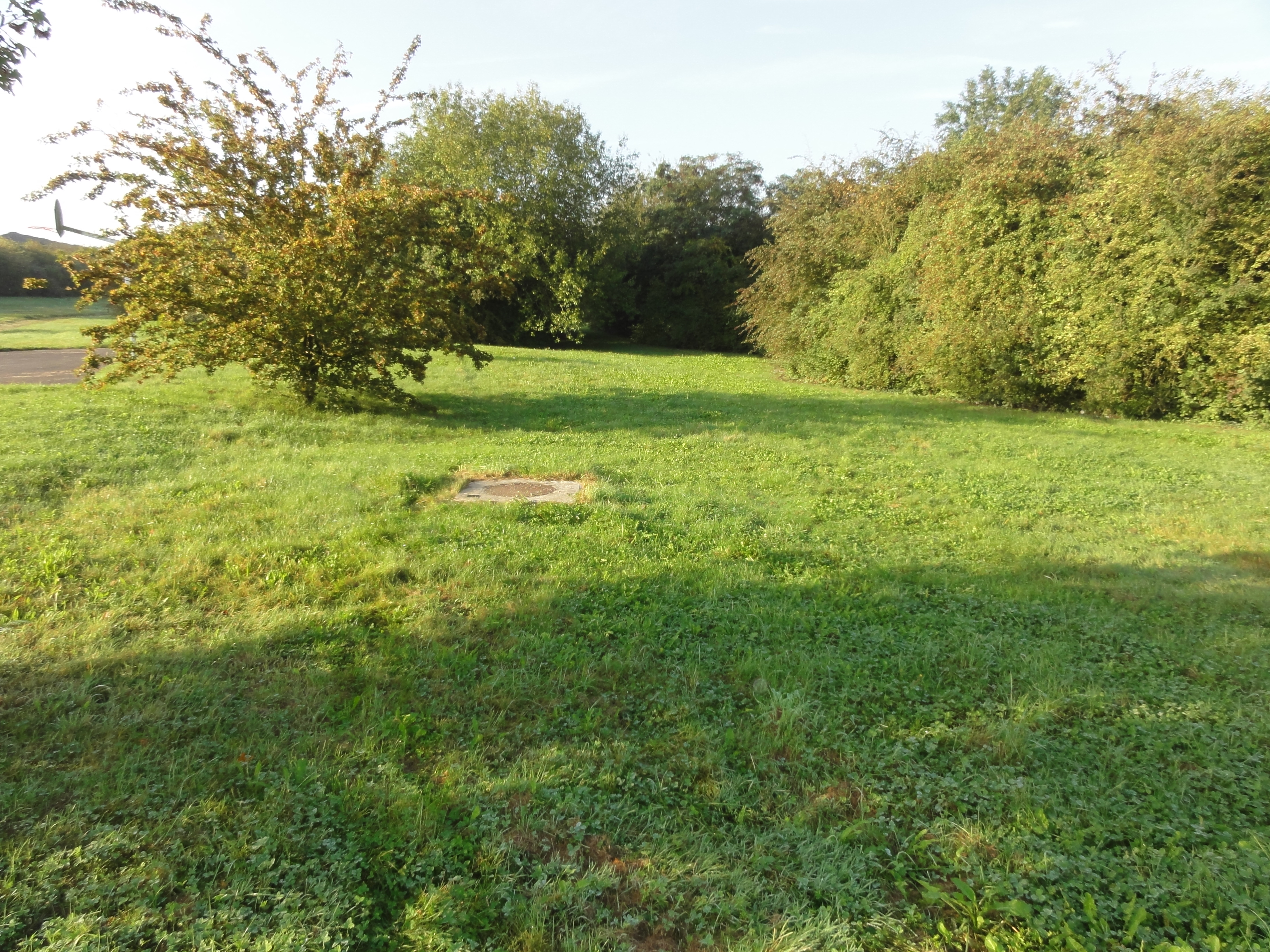
Le puits no 8 dans son environnement.
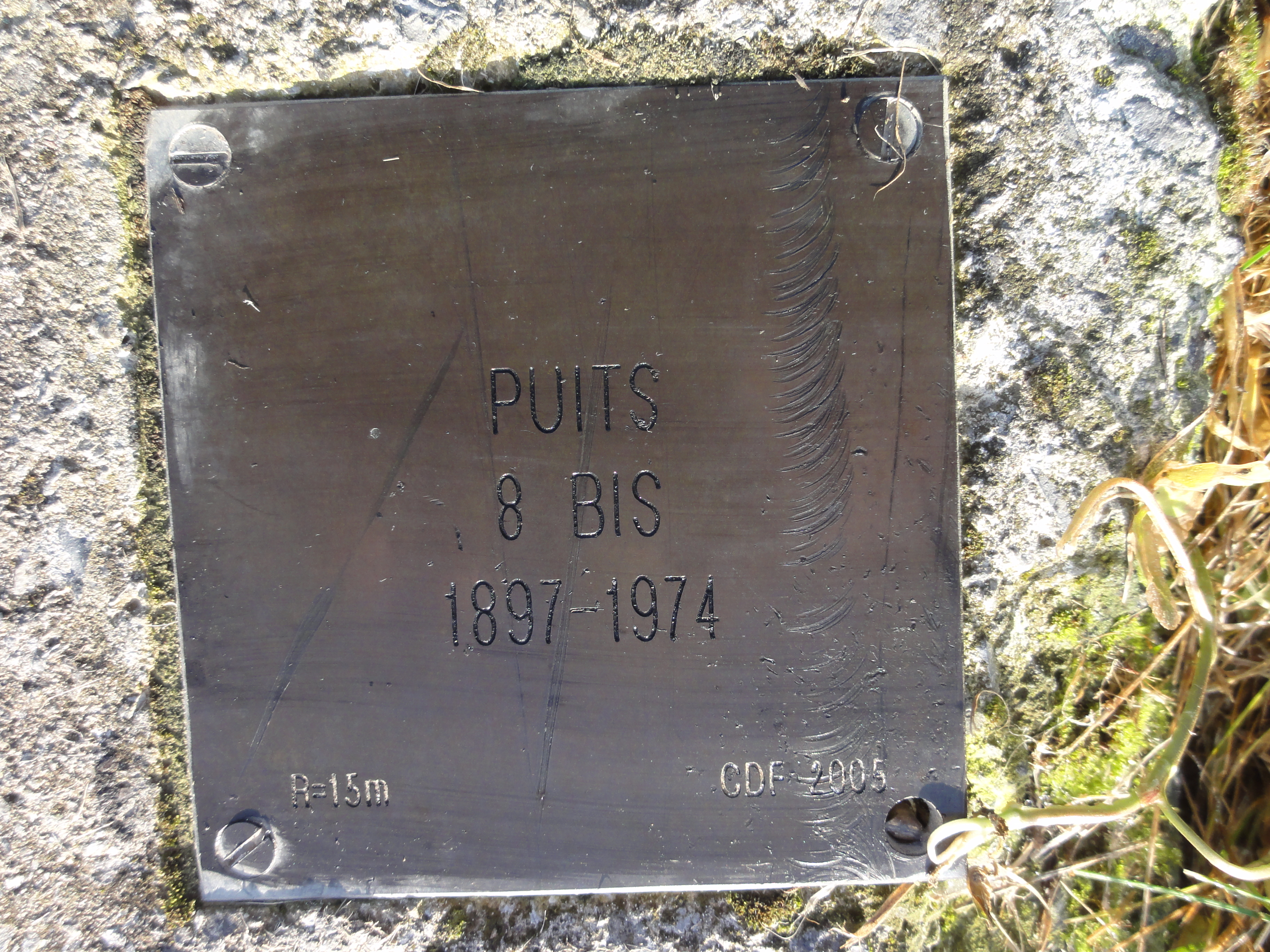
Puits no 8 bis, 1897-1974
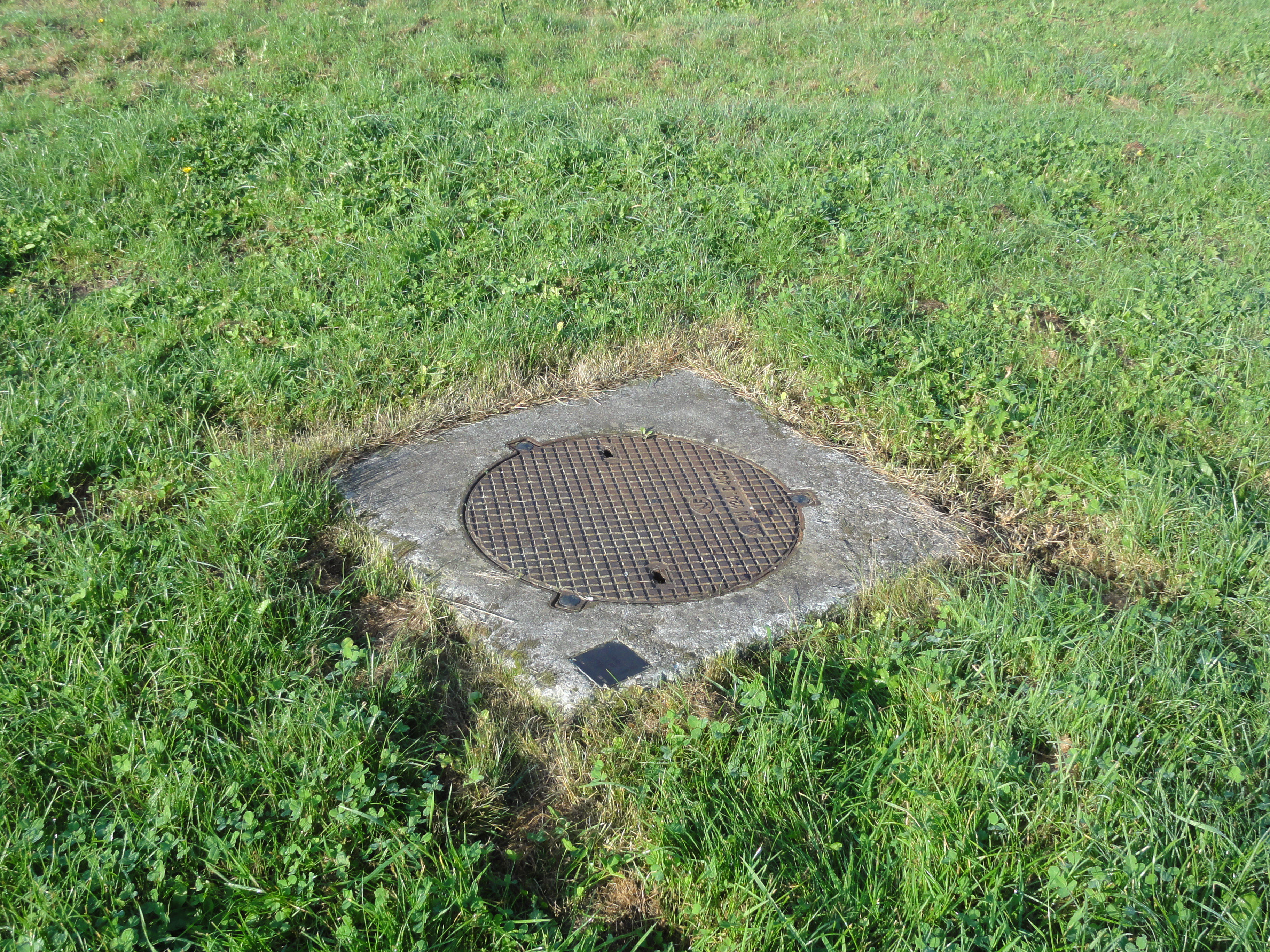
La tête de puits matérialisée no 8 bis.
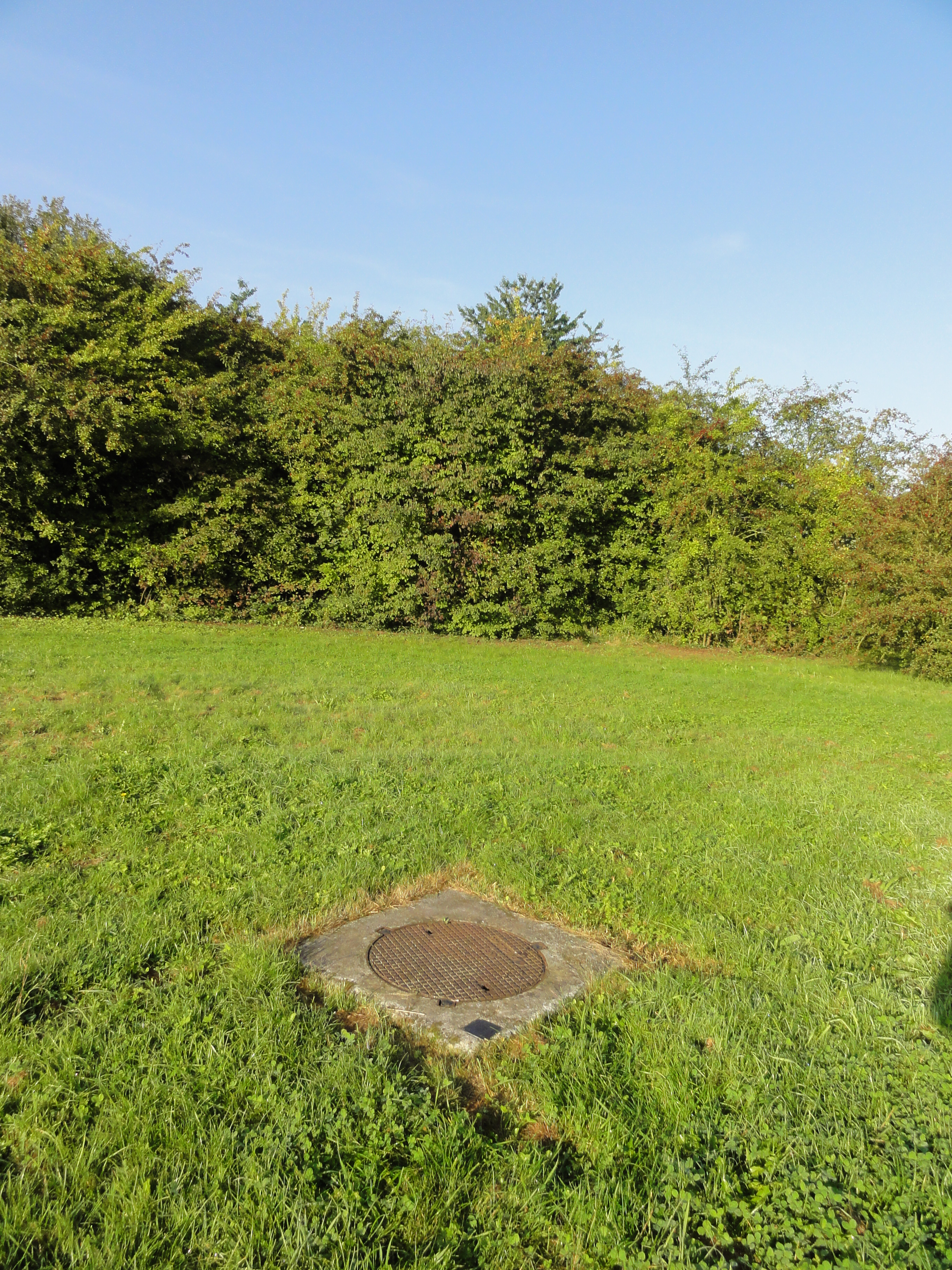
Le puits no 8 bis dans son environnement.

## Le terril

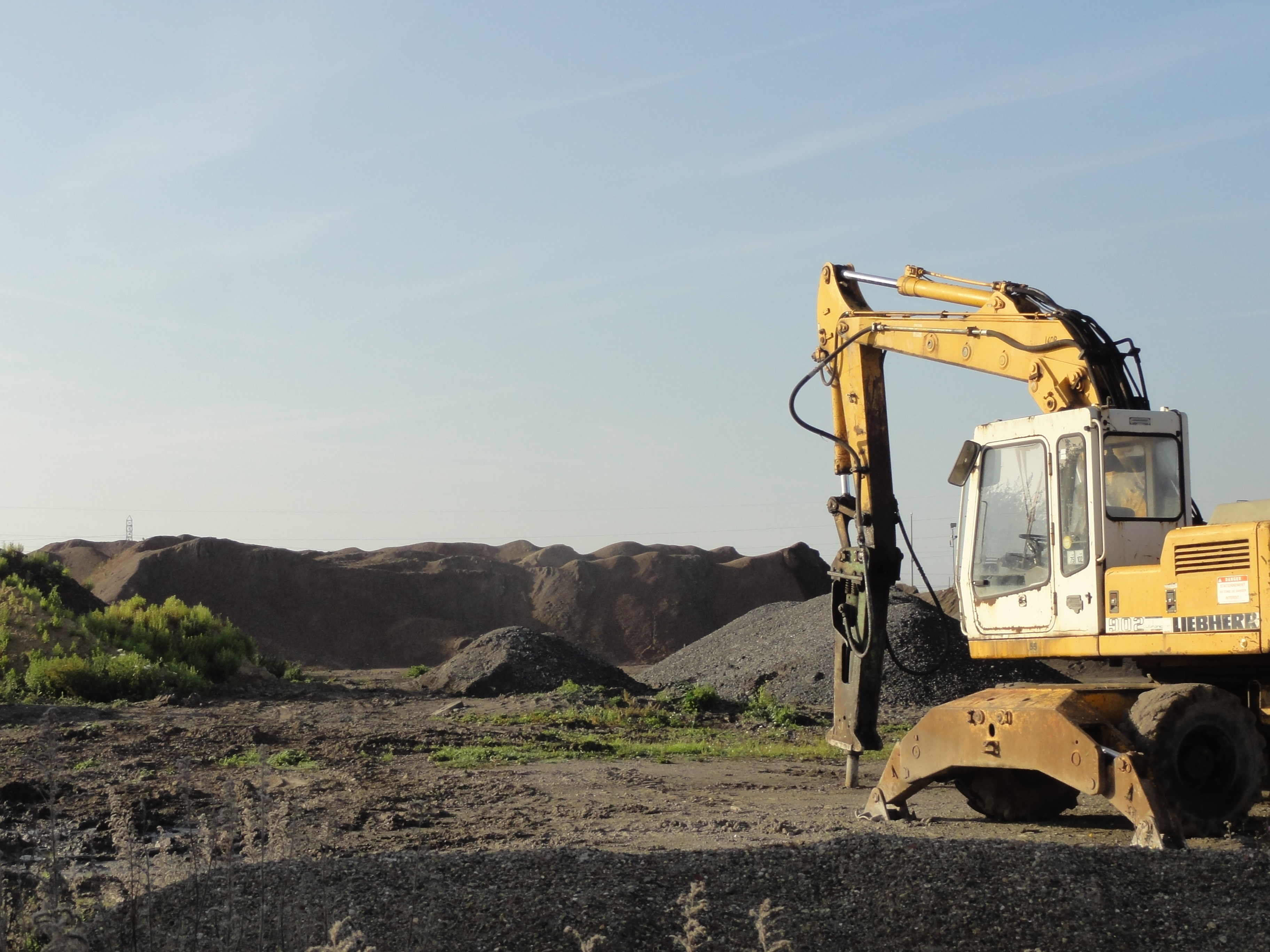
Le site du terril.

50° 30′ 04″ N, 2° 47′ 04″ E
Le terril no 77, 8 de Béthune, situé à Auchy-les-Mines, est le terril conique de la fosse no 8 - 8 bis des mines de Béthune. Initialement haut de 62 mètres, il a été exploité, il n'en subsiste plus que l'assise. Il est reconverti en décharge à gravats,.

## Les cités
Des cités ont été établies à proximité de la fosse. Les habitations sont construites dans l'architecture des mines de Béthune.

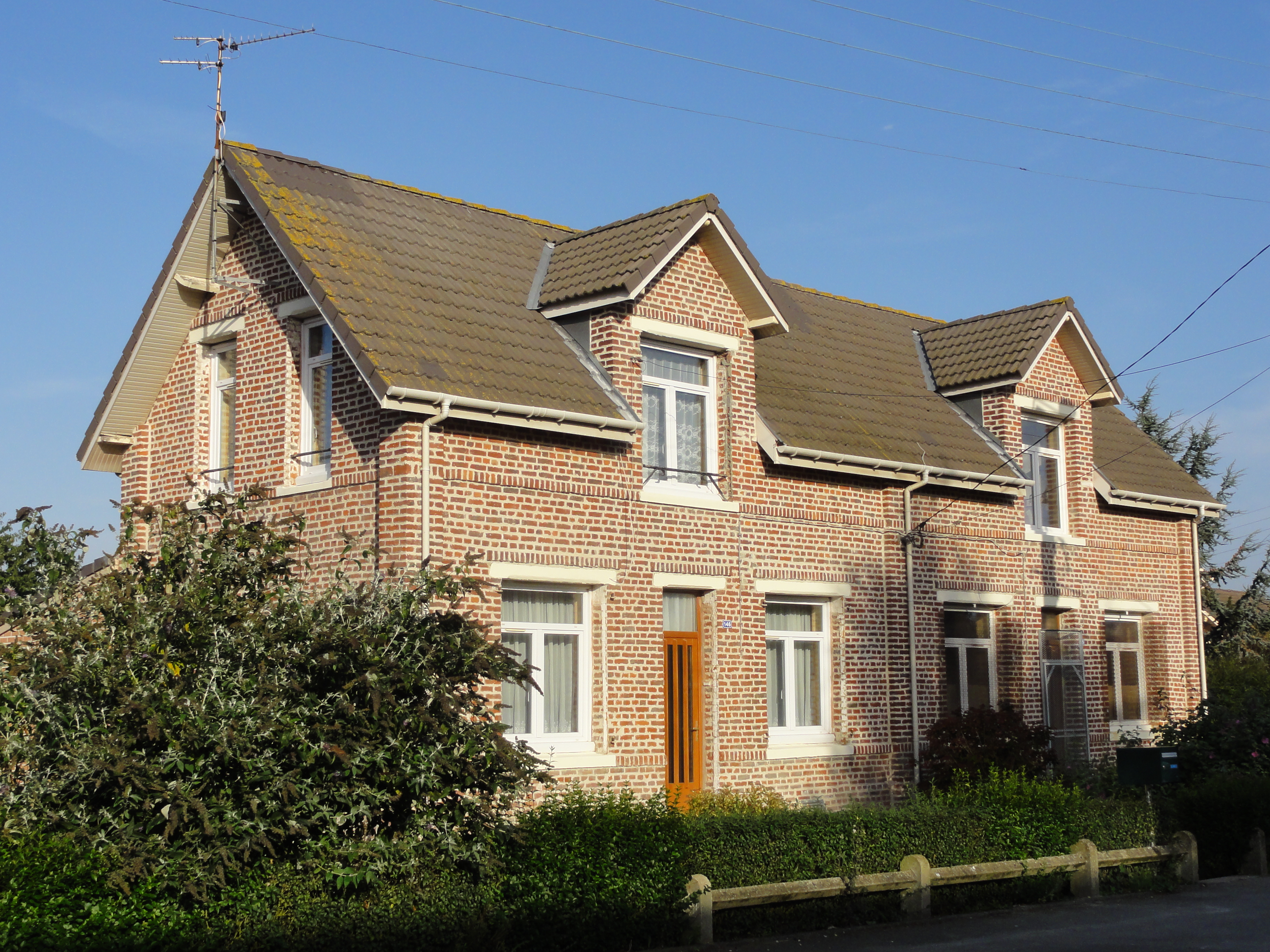
Habitations groupées par deux.
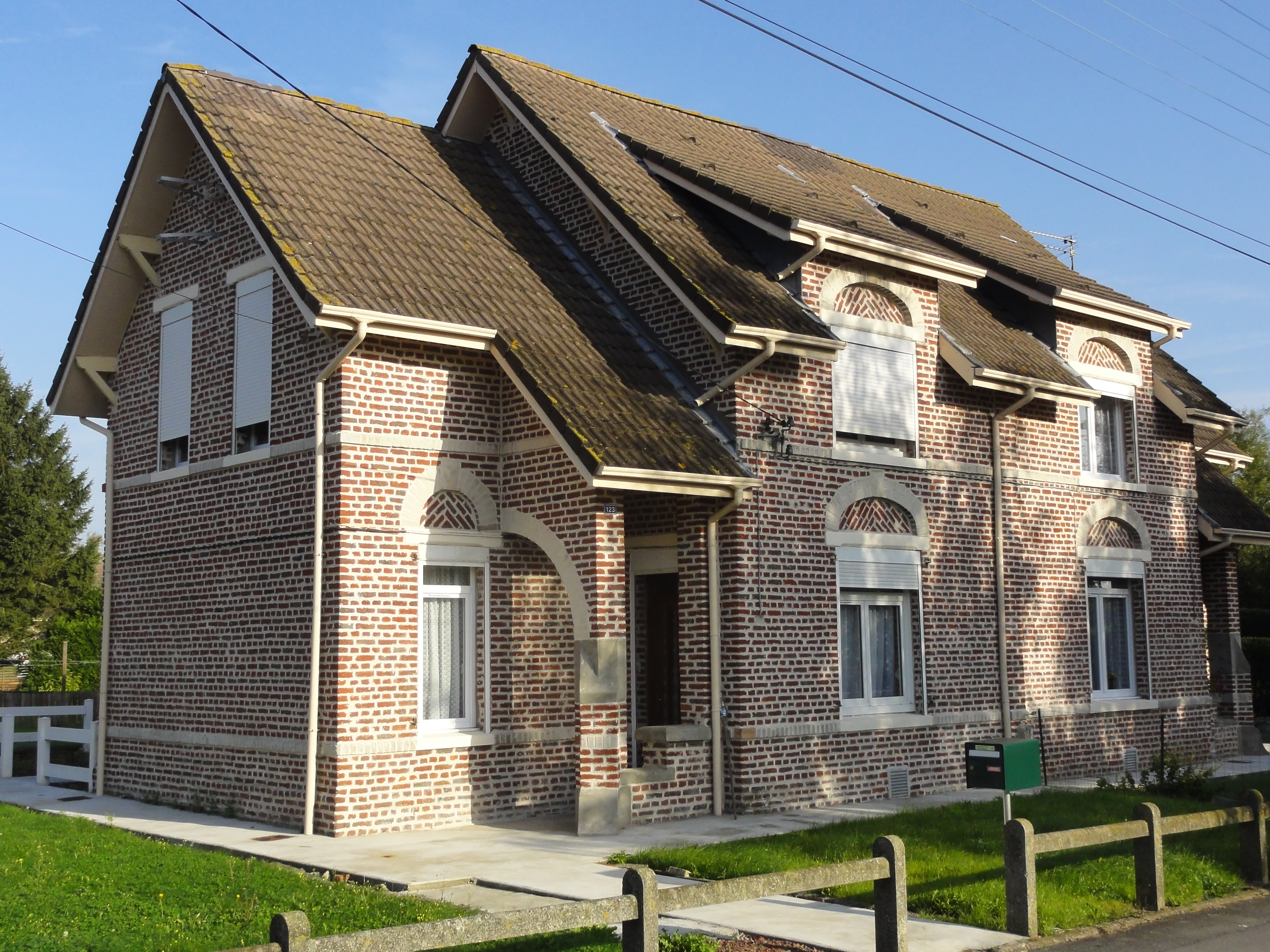
Habitations groupées par deux.
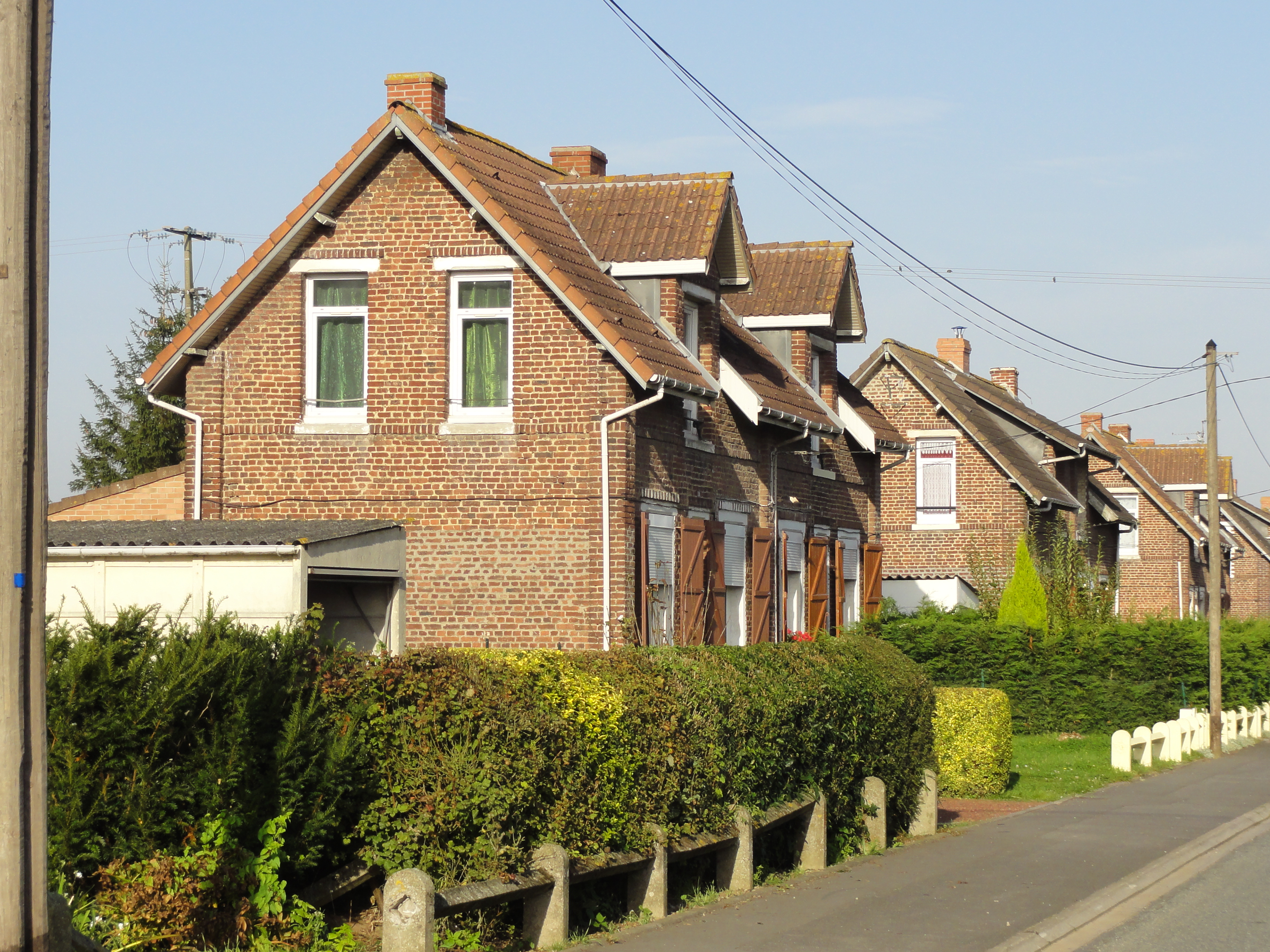
Habitations groupées par deux.
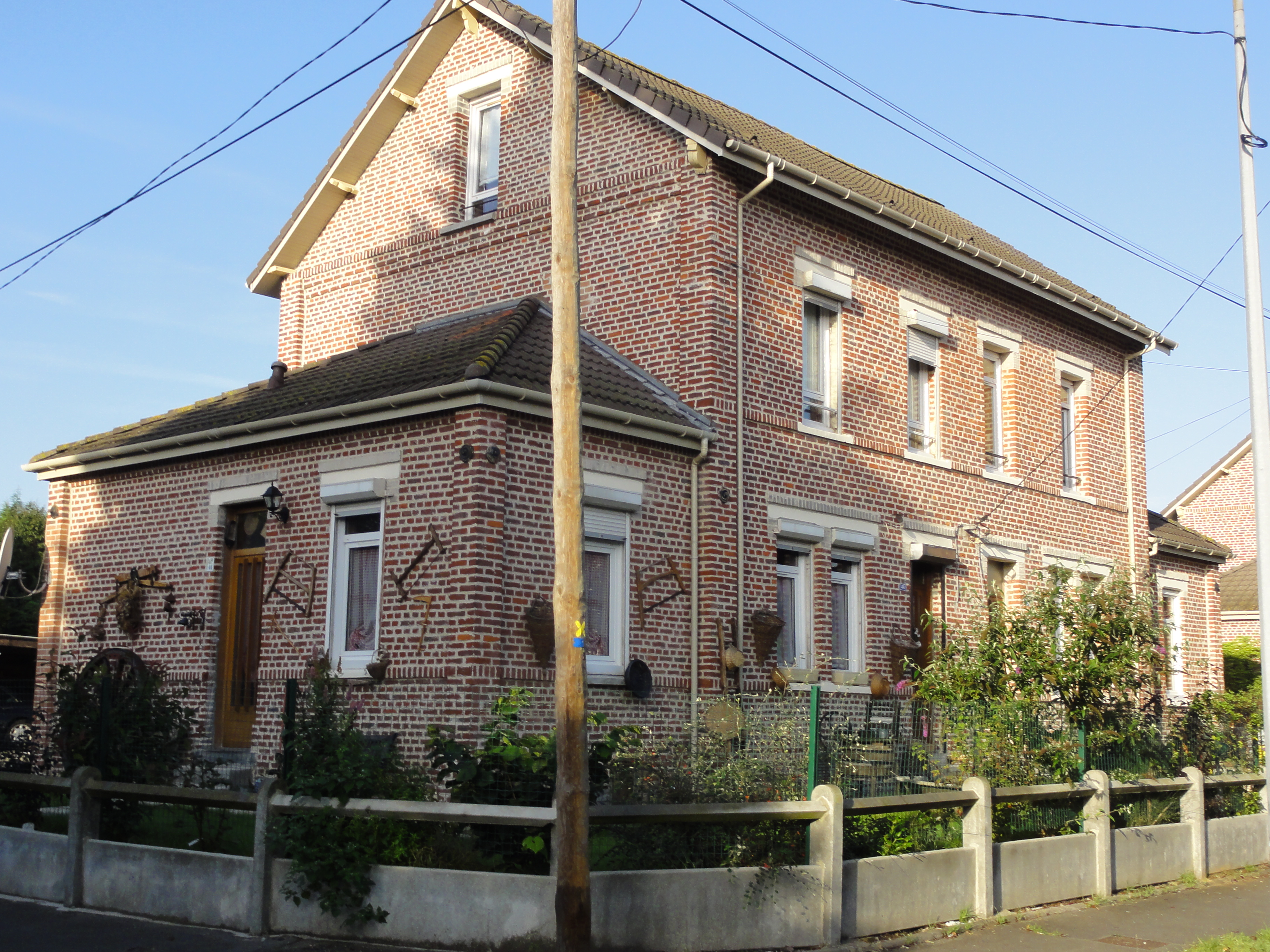
Habitations groupées par quatre.
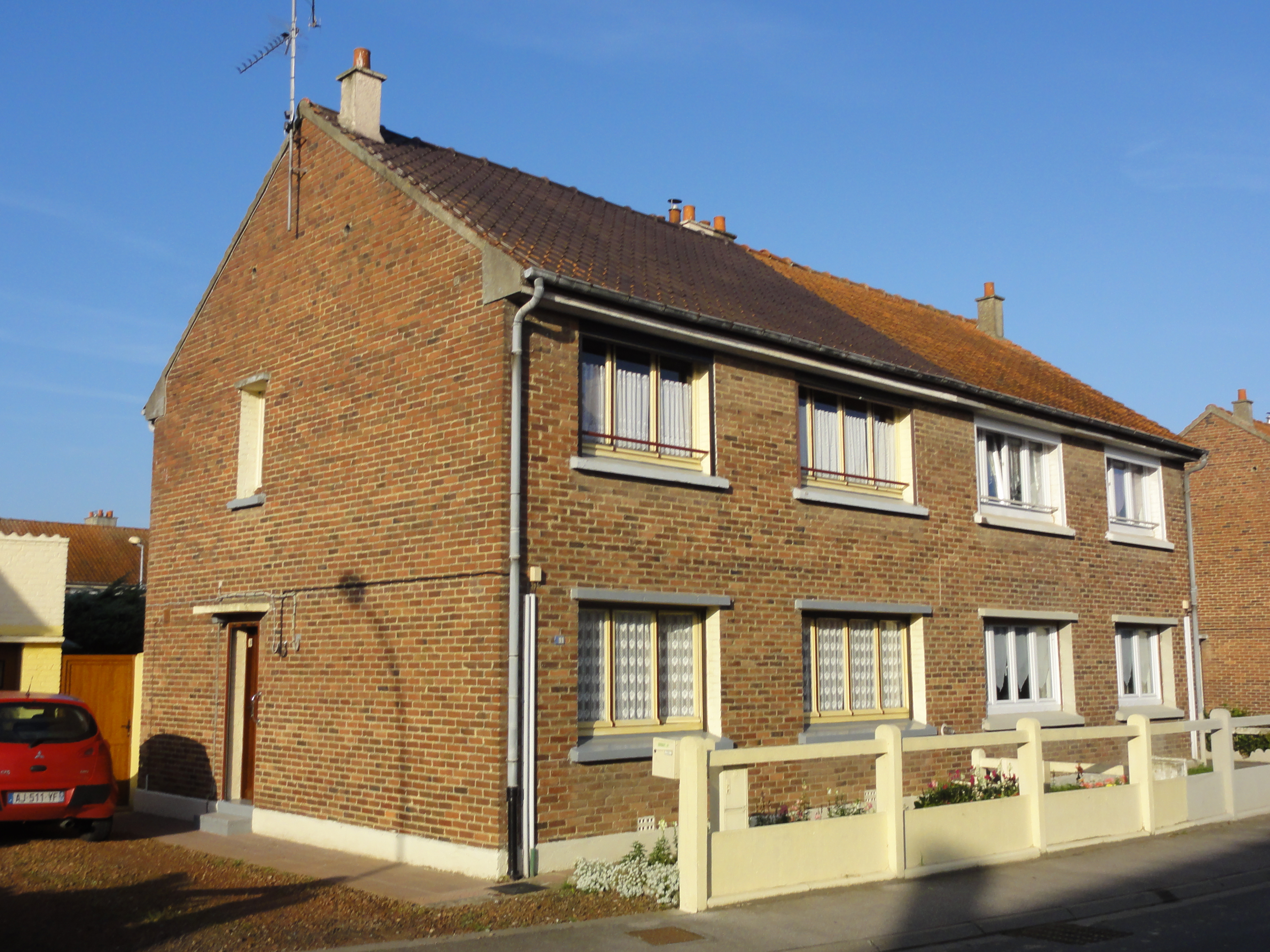
Habitations post-Nationalisation.
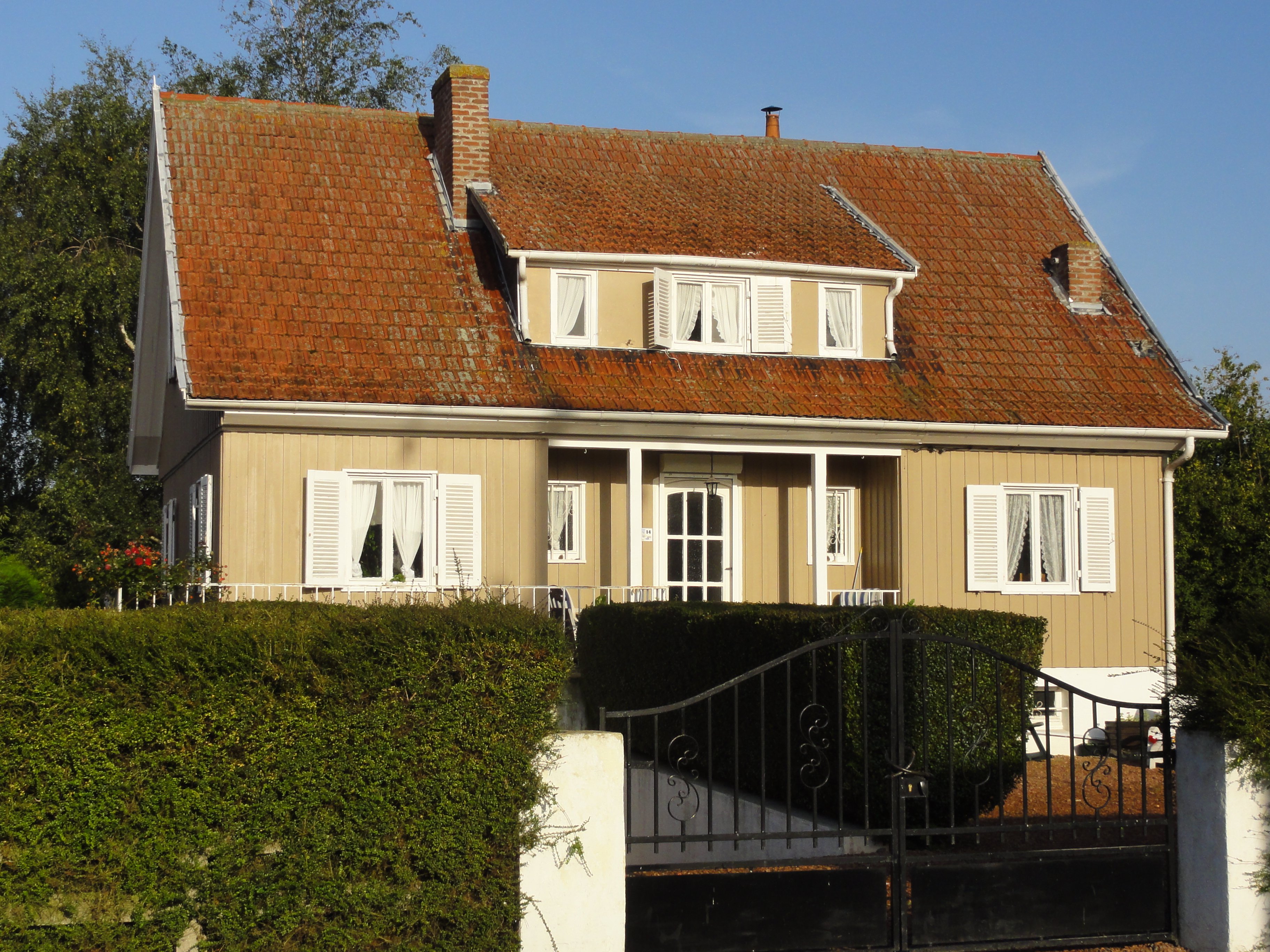
Habitation post-Nationalisation.